# 金孝元

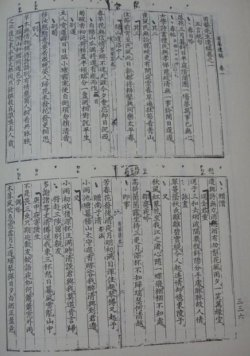
金孝元的著作省庵集的一部

金孝元（韓語：김효원，1532年—1590年），字仁伯（인백），號省庵（성암），朝鲜王朝的文臣和性理學者。四色黨人中的東人黨的創始者及首任黨首，李滉·曹植門人。明宗十九年小科進士及第后入成均館，明宗二十年謁聖文科狀元及第，之後擔任兵曹佐郎（正六品）、司諫院正言（正六品）、司憲府持平（正五品）。宣祖八年10月24日外調為富寧都護府使（從三品），10月25日調任三陟都護府使。

## 著作
- 省庵集

## 外部連結
- 金孝元[永久] 
- 윤종일교수의 남양주역사기행(26)- 동인(東人) 김효원(金孝元) 남양주타임즈, 2007.01.26자 （页面存档备份，存于） 